# Timucuas
Pour la langue parlée par le peuple Timuaca, voir Timucua (langue).

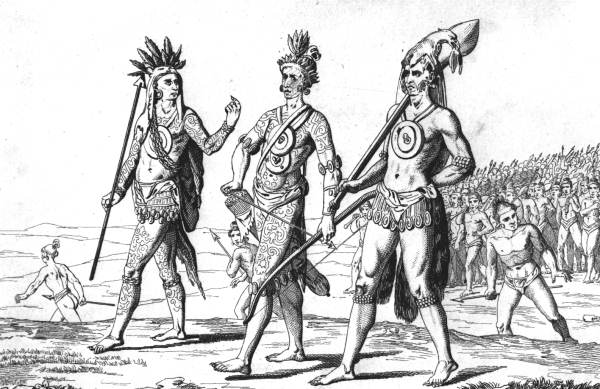
Guerriers timucuas portant tatouages et armes.

Les Timucuas étaient un peuple amérindien qui vivait au sud-est de la Géorgie, au nord-est et centre-nord de la Floride et un petit groupe isolé en Alabama. 

## Présentation
Les Timucuas formaient une Nation composée de différents groupes parlant des dialectes de la famille linguistique Timucua. Parmi les tribus composant cette Nation, les Saturiwas, les Tacatacurus, les Potanos et les Utinas formant un sous-groupe linguistique Mocama qui est un sous-groupe linguistique Timucua. 

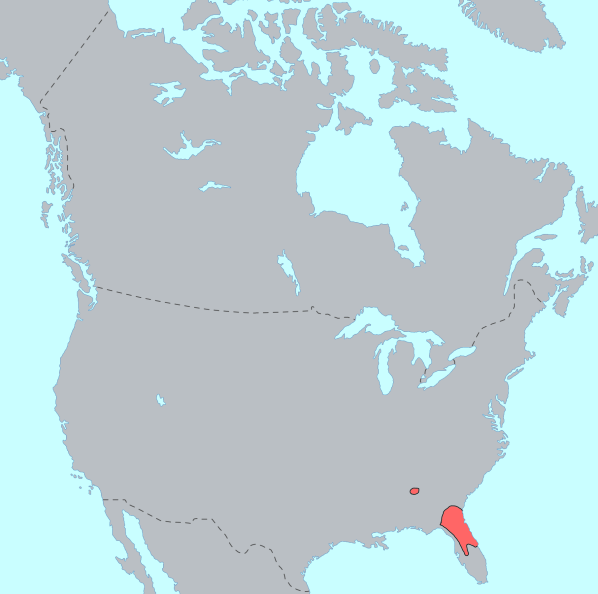
Répartition des Timucuas avant le premier contact avec les Européens.

À l'époque du premier contact avec les Européens, le territoire occupé par les locuteurs de dialectes timucuens s'étendait de l'Altamaha et de l'île de Cumberland, aujourd'hui en Géorgie, jusqu'à l'actuelle ville d'Orlando en Floride et des côtes de l'océan Atlantique jusqu'au fleuve Aucilla, sans toutefois atteindre le Golfe du Mexique.

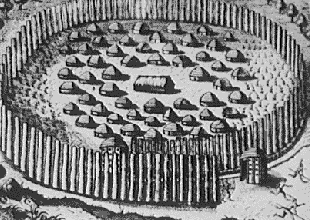
Village fortifié timucua.